# Rue Azaïs
Rue Azaïs är en gata i Quartier de Clignancourt i Paris 18:e arrondissement. Rue Azaïs, som börjar vid Parvis du Sacré-Cœur och slutar vid Rue du Mont-Cenis 12, är uppkallad efter den franske filosofen Pierre Hyacinthe Azaïs (1766–1845).

## Omgivningar
- Sacré-Cœur
- Saint-Pierre de Montmartre
- Place du Tertre
- Square Louise-Michel
- Carrousel de Saint-Pierre
- Place Saint-Pierre
- Montmartres bergbana
- Square Nadar

## Bilder
| - Pierre Hyacinthe Azaïs. |

## Kommunikationer
- Bergbana Funiculaire
- Busshållplats Funiculaire – Paris bussnät, linje 40
- Busshållplats Place du Tertre – Norvins  – Paris bussnät, linje 40

### Webbkällor
- ”Rue Azaïs”. Mairie de Paris. http://www.v2asp.paris.fr/commun/v2asp/v2/nomenclature_voies/Voieactu/0597.nom.htm. Läst 26 februari 2021.
- ”Rue Azaïs”. Les rues de Paris. http://www.parisrues.com/rues18/paris-18-rue-azais.html. Läst 26 februari 2021.